# Rheinisches Wörterbuch

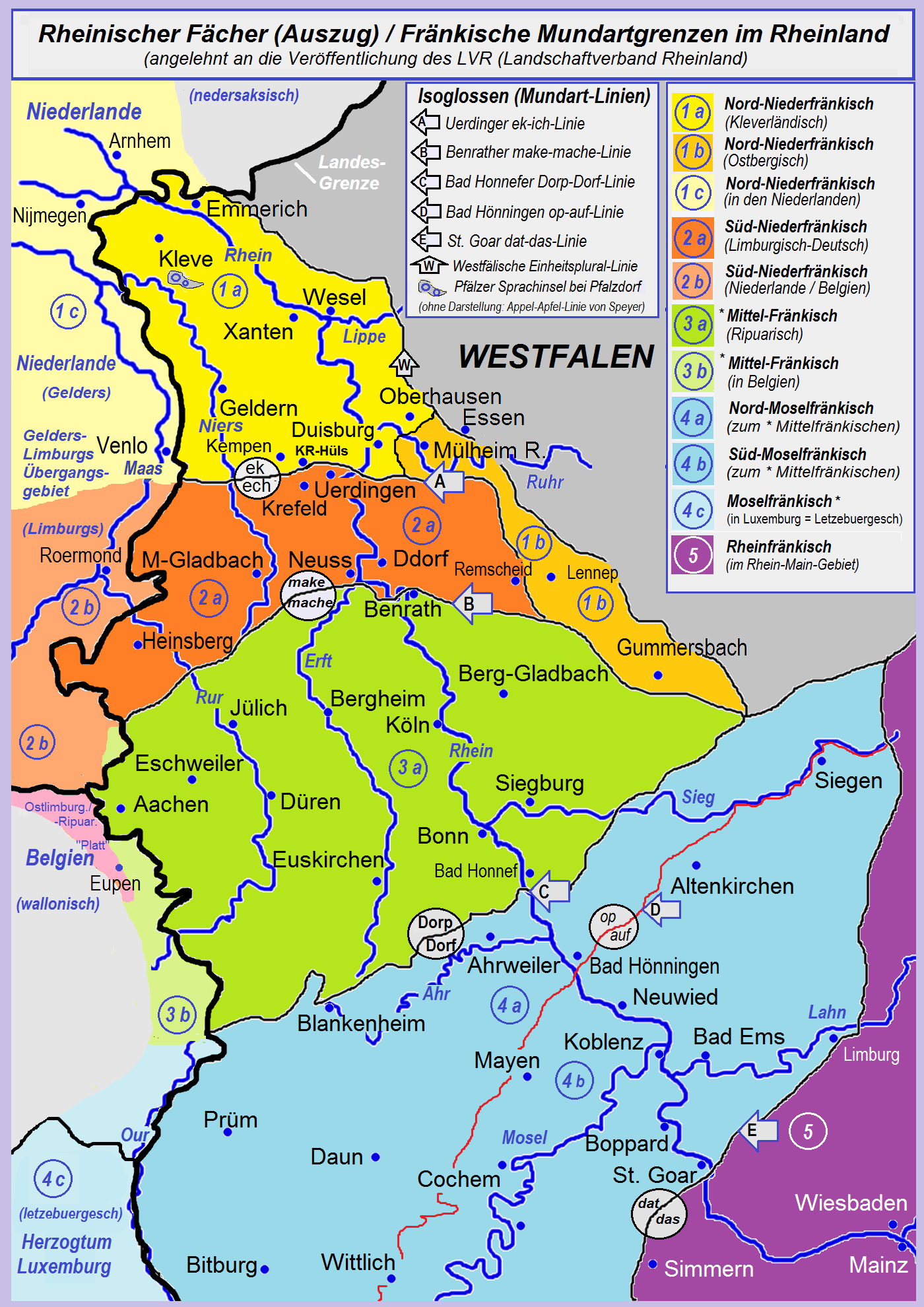
Das Bearbeitungsgebiet des Rheinischen Wörterbuchs umfasst etwa die hier in sattem Blau, Grün, Orange, Rot und Gelb eingefärbten Gebiete.

Das Rheinische Wörterbuch ist eines der sogenannten großlandschaftlichen Wörterbücher des Deutschen und dokumentiert die in den Rheinlanden und im Raum Mosel und Saar gesprochenen Dialekte.
Es ist nicht zu verwechseln mit dem Rheinischen Mitmachwörterbuch oder dem Historischen Rheinischen Wörterbuch.

## Typus
Das Rheinische Wörterbuch ist ein wissenschaftlich erarbeitetes neunbändiges Mundartwörterbuch einer westdeutschen Großlandschaft und dokumentiert sowohl niederfränkische als auch besonders mittelfränkische (ripuarische und moselfränkische) Mundarten. Der Lemmaansatz orientiert sich an der Schriftsprache. Die Grundwörter werden glattalphabetisch angeordnet; die mit ihnen gebildeten Zusammensetzungen und von ihnen stammenden Ableitungen schließen sich hingegen an die Grundwörter an. Das Wörterbuch enthält den dialektalen Wortschatz, wie er etwa von 1880 bis 1930 geläufig war. Sätze aus dem täglichen Leben illustrieren den Gebrauch der Wörter, und auch Redensarten, Wendungen, Sprichwörter und Rätsel finden sich aufgenommen. Mitunter werden auch bestimmte Bräuche beschrieben, die mit dem durch ein Dialektwort bezeichneten Gegenstand verbunden sind. Das Wörterbuch enthält 208 Wortkarten. Es richtet sich an Sprachwissenschaftler (insbesondere Dialektologen), Volkskundler und Vertreter anderer Disziplinen ebenso wie an den interessierten Laien.
Nachbarwörterbuch gleichen oder ähnlichen Typus sind im Norden das Niedersächsische Wörterbuch, im Osten das Westfälische Wörterbuch, das Hessen-Nassauische Wörterbuch und das Südhessische Wörterbuch, im Süden das Pfälzische Wörterbuch und das Wörterbuch der deutsch-lothringischen Mundarten und im Westen das Luxemburger Wörterbuch.

## Geltungsbereich
Auf rezente Territorien übertragen, umfasst das Wörterbuch diejenigen Mundarten, die im westlichen und südlichen Nordrhein-Westfalen (Regierungsbezirke Düsseldorf und Köln, ergänzt um das Siegerland), im nördlichen und westlichen Rheinland-Pfalz (ehemalige Regierungsbezirke Koblenz und Trier), im größeren Teil des Saarlandes und in der Deutschsprachigen Gemeinschaft Belgiens gesprochen werden. Hinsichtlich der zur Gründungszeit des Wörterbuchs bestehenden Territorien handelt es sich dabei um die preußische Rheinprovinz, jedoch ohne deren Exklave Wetzlar, die vom Hessen-Nassauischen Wörterbuch abgedeckt wird, dafür aber ergänzt um das westfälische Siegerland und die oldenburgische Exklave Birkenfeld.

## Materialbasis
Das Wörterbuch basiert einerseits auf gedruckten Quellen wie bereits bestehenden Wörterbüchern, Dissertationen zur Lautlehre und zur Dialektgeographie sowie auf Mundartliteratur und Heimatliteratur, anderseits auf ungedruckten Quellen, die direkt erhoben wurden. Ungefähr 1200 Mitarbeiter, allen voran Lehrer, lieferten Material zuhänden des Wörterbuchs ein oder aber wurden mittels Fragebogen befragt. Diese Einsender verteilten sich auf rund 4000 Orte. Die Auswertungskriterien der Einsendungen wurden im Verlauf der Bearbeitung mehrfach geändert, ebenso das Ablagesystem.

## Geschichte
Nach dem ursprünglichen Konzept hätte das Rheinische Wörterbuch wie die großen Wörterbücher des Oberdeutschen, etwa das Schwäbische Wörterbuch von Hermann Fischer, nicht nur den rezenten, sondern auch den historischen Wortschatz ab dem 12. Jahrhundert erfassen sollen. Die wirtschaftliche Notlage nach dem Ersten Weltkrieg ließ diese Idee jedoch als unrealistisch erscheinen, so dass die Beschränkung auf die lebendige Sprache beschlossen wurde.
Leiter des Unternehmens war zunächst der Bonner Hochschullehrer Johannes Franck und nach dessen Tode für über dreißig Jahre Josef Müller, der bei Franck promovierte und sich von Anfang an um die Sammlung des Materials gekümmert hatte. Müller konnte 1923 die erste Lieferung vorlegen; als er 1945 verstarb, waren sechs Bände beziehungsweise 94 Lieferungen erschienen, und der Rest des Werks lag als Entwurf vor. Heinrich Dittmaier und zeitweilig Matthias Zender führten das Wörterbuch bis 1970 fort, Herausgeber des siebten und achten Bandes war Karl Meisen. Der Druck der letzten Lieferung und die Herausgabe des neunten und abschließenden Bandes erfolgte 1971, ein Jahr nach Dittmaiers Tod.
Institutionell wurde das Wörterbuch bis 1930 von der Preußischen Akademie der Wissenschaften geführt und bis zum Ende des Zweiten Weltkriegs von dieser sowie der Rheinischen Provinzialverwaltung unterstützt. Nach 1953 ging die Finanzierung an den Landschaftsverband Rheinland über. Sitz der Arbeitsstelle war Bonn.
Das Wörterbuch ist heute über woerterbuchnetz.de digital zugänglich.

## Publikationen
Die Publikation der Lieferungen begann 1923. Zwischen 1928 und 1971 erschienen insgesamt 9 Bände im Verlag Klopp (zunächst Fritz Klopp Verlag, Bonn, dann Berlin; nach dem Tode des Inhabers von seiner Witwe weitergeführt unter dem Namen Erika Klopp Verlag).
| Band | Umfang | Weiteres                                          | Erscheinungszeitraum der Lieferungen | Erscheinungsjahr des Bandes | Bearbeiter                                                            | Herausgeber  | Verlag              |
| ---- | ------ | ------------------------------------------------- | ------------------------------------ | --------------------------- | --------------------------------------------------------------------- | ------------ | ------------------- |
| 1    | A–D    |                                                   | 1923–1928                            | 1928                        | Josef Müller                                                          | Josef Müller | Fritz Klopp, Bonn   |
| 2    | E–G    |                                                   | 1928–1931                            | 1931                        | Josef Müller                                                          | Josef Müller | Fritz Klopp, Berlin |
| 3    | H–J    | 30 Wortkarten                                     | 1932–1935                            | 1935                        | Josef Müller                                                          | Josef Müller | Fritz Klopp, Berlin |
| 4    | K      | 33 Wortkarten                                     | 1934–1938                            | 1938                        | Josef Müller                                                          | Josef Müller | Fritz Klopp, Berlin |
| 5    | L–M    | 27 Wortkarten                                     | 1937–1941                            | 1941                        | Josef Müller                                                          | Josef Müller | Fritz Klopp, Berlin |
| 6    | N–Q    | 26 Wortkarten                                     | 1941–1944                            | 1944                        | Josef Müller                                                          | Josef Müller | Erika Klopp, Berlin |
| 7    | R–Sch  | 43 Wortkarten                                     | 1948–1958                            | 1958                        | † Josef Müller Matthias Zender (Mitarb.) Heinrich Dittmaier (Mitarb.) | Karl Meisen  | Erika Klopp, Berlin |
| 8    | Se–T   | 11 Wortkarten                                     | 1958–1964                            | 1964                        | † Josef Müller Heinrich Dittmaier (Mitarb.)                           | Karl Meisen  | Erika Klopp, Berlin |
| 9    | U–Z    | 38 Wortkarten Übersichtskarte Nachträge, Register | 1964–1971                            | 1971                        | † Heinrich Dittmaier nach Vorarb. von Josef Müller                    | k. A.        | Erika Klopp, Berlin |